# SAG-AFTRA
El Sindicato de Actores de Cine-Federación Estadounidense de Artistas de Radio y Televisión (Screen Actors Guild – American Federation of Television and Radio Artists; SAG-AFTRA, por sus siglas en inglés) es un sindicato estadounidense que representa aproximadamente a 160 000 actores, locutores, periodistas de radio y televisión, bailarines, disc jockeys, redactores y editores de noticias, presentadores de televisión, titiriteros, artistas discográficos, cantantes, dobles de acción, actores de voz y otros profesionales de los medios de comunicación. 
La organización se formó el 30 de marzo de 2012, tras la fusión del Sindicato de Actores de Cine (creado en 1933) y la Federación Estadounidense de Artistas de Radio y Televisión (creada en 1937 como Federación Estadounidense de Artistas de Radio, convirtiéndose en AFTRA en 1952 después de la fusión con Autoridad en Televisión). SAG-AFTRA es miembro de la AFL-CIO, la mayor federación de sindicatos de los Estados Unidos.

## Historia
En enero de 2013, Variety informó que la fusión había ocurrido con "algunos baches", en medio de muestras de buena voluntad de ambas partes. El principal problema, según se informó, fue la fusión de los dos fondos de pensiones, en parte, como una forma de lidiar con el problema de los artistas que pagaron por cada plan, y sin embargo, no ganaron lo suficiente en estos antiguos planes, como para tener derecho a una pensión.
El sindicato es a veces percibido como si tuviera dos facciones. La facción más grande se ha centrado en la creación de oportunidades de trabajo para los miembros. Una segunda facción ha criticado la actual administración por ser demasiado rápida y suave cuando se trata de negociaciones con los estudios.
Ken Howard, el primer presidente del sindicato fusionado, murió el 23 de marzo de 2016. Fue sucedido como presidente por Gabrielle Carteris el 9 de abril de 2016.

## Composición

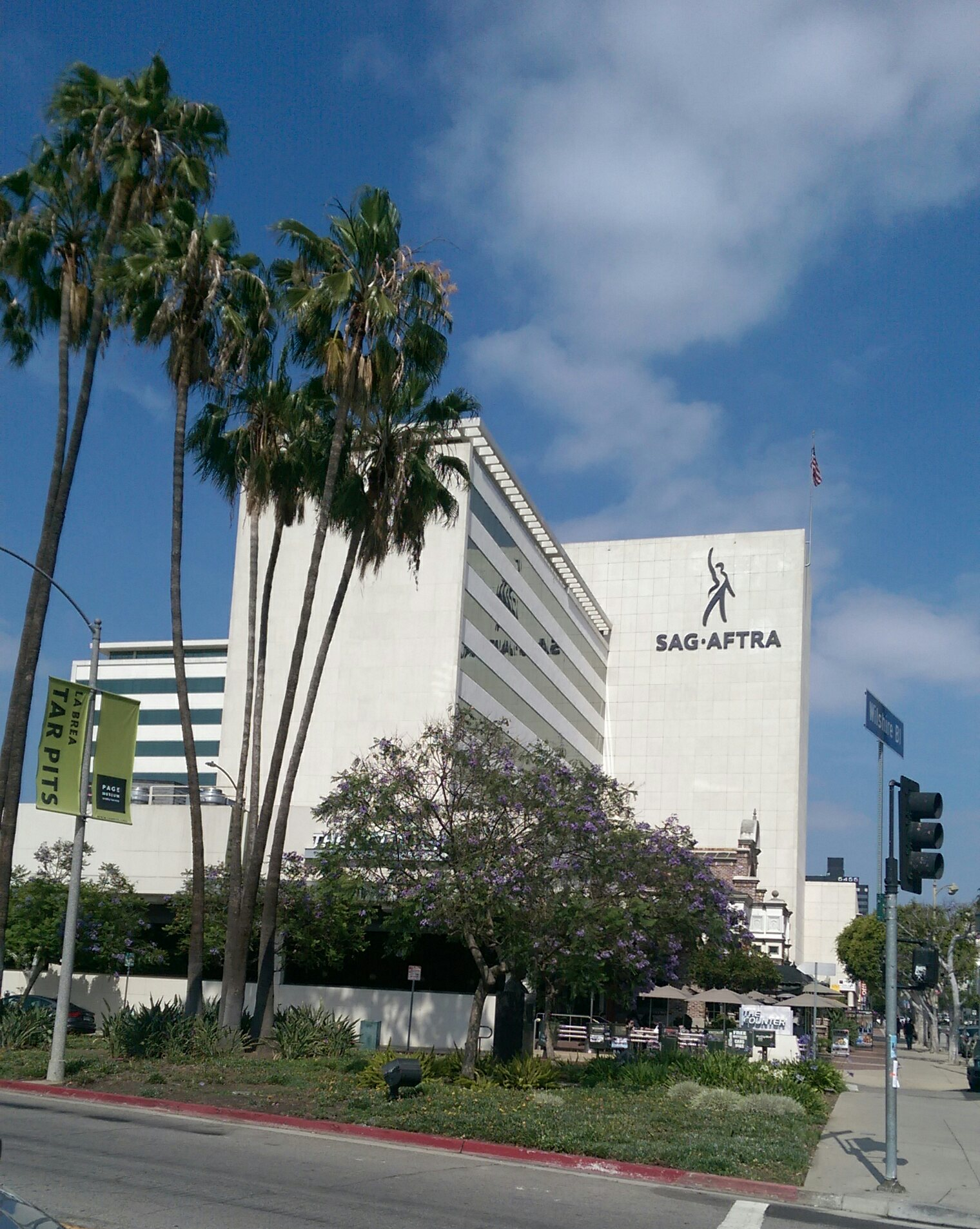
Las oficinas centrales de SAG-AFTRA en Los Ángeles, California

SAG-AFTRA tiene una membresía diversa que consiste en actores, locutores, periodistas de radio y televisión, bailarines, disc jockeys, redactores y editores de noticias, presentadores de televisión, titiriteros, artistas discográficos, cantantes, dobles de acción, artistas de voz y otros profesionales de los medios de comunicación.
La pertenencia a SAG-AFTRA se considera un rito de iniciación para los nuevos artistas y profesionales de los medios. A menudo esta se adquiere después de que el artista es contratado para su primer trabajo en un estudio que tiene un acuerdo de negociación colectiva con el sindicato. Debido al tamaño y la influencia del sindicato, la mayoría de las empresas y grandes medios de comunicación tienen un acuerdo de negociación colectiva con SAG-AFTRA. Los estudios que han firmado estos acuerdos no están cerrados a artistas no sindicalizados, pero en general están obligados a dar preferencia a los miembros del sindicato a la hora de contratar.
De casi todos los agentes y profesionales de los medios estadounidenses que trabajan en empresas de media o gran escala, se espera que se unan al sindicato. Como resultado, SAG-AFTRA tiene muchos miembros que están constantemente sin trabajar en la industria, algo poco común para un sindicato, y que constituye un reflejo de cómo se obtiene trabajo en la industria del entrenamiento. De acuerdo con los registros del Departamento de Trabajo de SAG-AFTRA desde su fundación, en torno al 34%, o un tercio del total de miembros del sindicato se han considerado consistentemente "retirados", "suspendidos", o no categorizados como "miembros activos". Estos miembros no son elegibles para votar en el sindicato. Los "retiros honorables" constituyen la mayor parte de éstos, con el 20% del total, o 46 934 miembros. Los miembros "suspendidos" de pago son el segundo mayor grupo, con un 14%, o 33 422 miembros.

## Campaña de organización en Telemundo
SAG-AFTRA comenzó sus esfuerzos de sindicalización de la cadena de televisión en español Telemundo en 2001, luego de que dicha cadena fuera comprada por NBCUniversal. Según el sindicato, Telemundo paga a sus actores la mitad de lo que ganan sus pares anglosajones en otros canales de NBCUniversal. El gremio también sostiene que la red no proporciona cuidados de salud a los intérpretes de sus telenovelas, no contribuye con sus pensiones ni les paga horas extras estándar; todos beneficios que sí tienen sus contrapartes en los canales de NBC en inglés.
A finales de agosto de 2016, SAG-AFTRA emitió un comercial de 30 segundos convocando a la paridad de salarios entre el talento anglosajón e hispanoparlante en NBCUniversal. El aviso se pudo ver por canales en español de Los Ángeles, Nueva York y Miami.
En marzo de 2017, la Comisión Nacional de Relaciones del Trabajo (NLRB) accedió a realizar una votación secreta entre los artistas de Telemundo, para determinar si estos deseaban sumarse al sindicato estadounidense y ganar derechos sindicales. La cuenta final en la elección llevada a cabo por la Comisión Nacional de Relaciones del Trabajo (NLRB) fue de 91 - 21 a favor de sumarse a la membresía. Marcando la primera vez en 65 años que un grupo de actores de una cadena de televisión importante busca una elección de sindicalización, este voto es un paso crítico para terminar con el doble estándar que ha existido durante décadas entre los intérpretes de habla hispana en Telemundo y sus colegas angloparlantes en NBC. Telemundo es el mayor empleador de talento en español en los Estados Unidos. La nueva unidad de negociación cubrirá a actores, dobles de acción, cantantes y bailarines que trabajan en telenovelas producidas en los Estados Unidos.